# Мохаммед Баркіндо
Мохаммед Санусі Баркіндо (англ. Mohammed Sanusi Barkindo, 20 квітня 1959, Йола, штат Адамава, Нігерія — 5 липня 2022) — нігерійський політик, генеральний секретар Організації країн-експортерів нафти (ОПЕК). Почесний доктор наук Технологічного університету імені Модібо Адама в Йолі.

## Біографія
У 1981 році отримав ступінь бакалавра політології в Університеті імені Ахмаду Белло у місті Заріа у штаті Кадуна, у 1988 році отримав диплом спеціаліста в галузі економіки та управління нафтовою промисловістю в Оксфордському університеті у Великій Британії, а також ступінь магістра в галузі ділового адміністрування в Південно-східному університеті в Вашингтоні в США.
Мохаммед Баркіндо протягом 23 років працював на різних посадах в Нігерійській національній нафтовій корпорації (Nigerian National Petroleum Corporation, NNPC). Він очолював представництво NNPC у Лондоні, був керуючим і виконавчим директором з питань торгівлі нафтою і газом. У 1993—2008 роках працював заступником керуючого директора Nigeria LNG — спільного підприємства NNPC, Royal Dutch Shell, Total і Eni. З 2009 року по 2010 рік Баркіндо був керуючим директором NNPC.
З 1986 року — в ОПЕК, спочатку в якості члена делегації Нігерії, а в 1993—2008 роках він був представником Нігерії в ОПЕК. Протягом 15 років Баркіндо був членом Економічної комісії ОПЕК від Нігерії. У 2006 році виконував обов'язки генерального секретаря ОПЕК. 2 червня 2016 року на конференції ОПЕК Мохаммед Баркіндо призначений генеральним секретарем Організації зі вступом на посаду з 1 серпня 2016 року строком на три роки.